# Довгий Герман

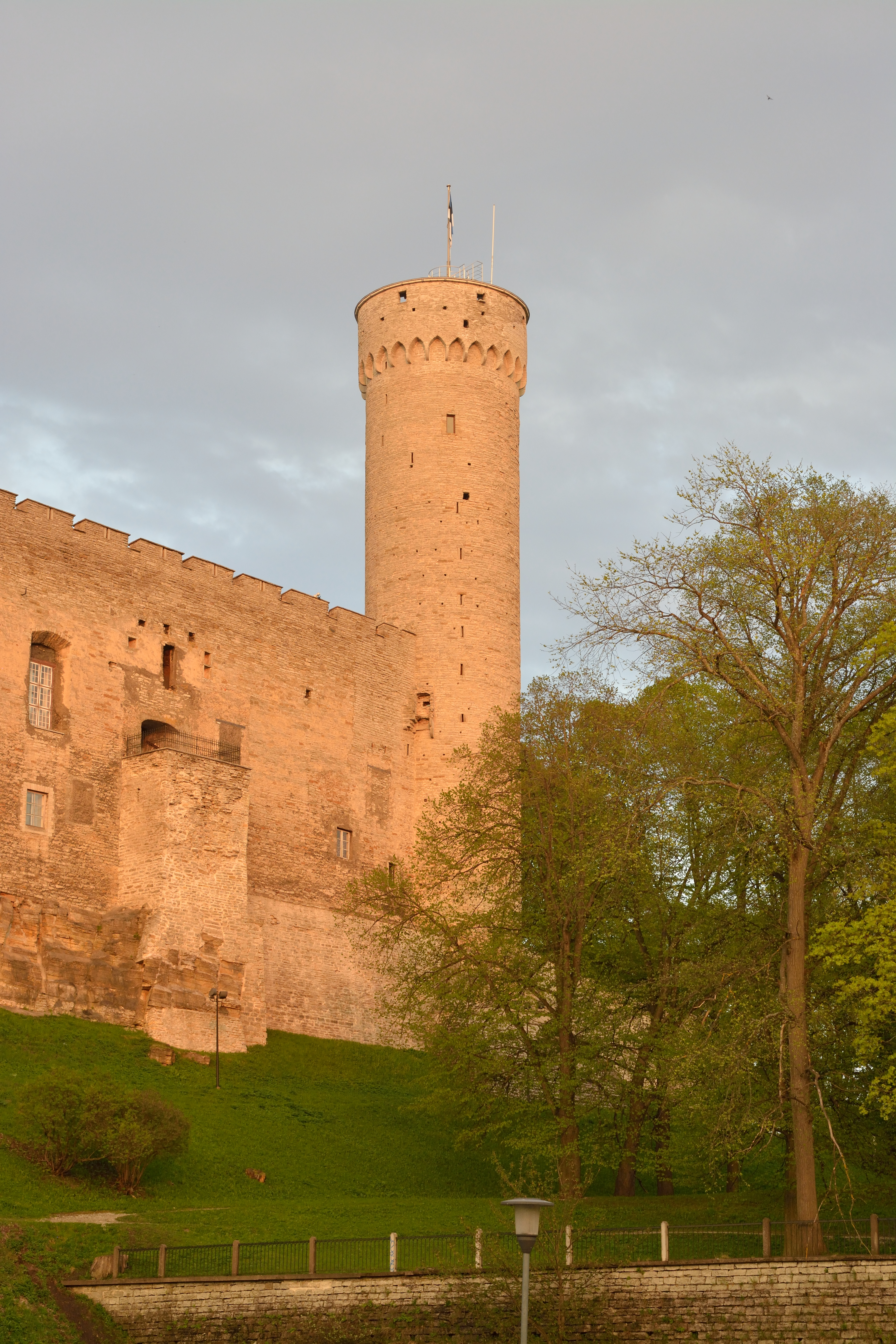
Башта Довгий Герман в Таллінні

Довгий Герман (ест. Pikk Hermann) — башта  замку Тоомпеа, на пагорбі Тоомпеа в Таллінні, столиці  Естонії. Перша частина була побудована в 1360-70 роках. Вона була перебудована (висота збільшена до 45,6 метрів) в XVI ст. До вершини вежі ведуть сходи з 215 сходинок
Башта Довгий Герман розташована поруч з будівлею Естонського парламенту, а прапор на вершині вежі на висоті 95 метрів над рівнем моря є одним із символів Естонії.
Державний прапор Естонії, з розмірами 191 см на 300 см, піднімається одночасно з програванням Державного гімну Естонії під час сходу сонця (але не раніше 7 годин ранку) і опускається під час заходу сонця (але не пізніше 10 години вечора) Коли його спускають, можна чути пісню «Вітчизна, моє щастя і радість моя».